# Аль-Ахли (футбольный клуб, Сана)
«А́ль-Ахли» (араб. نادي الأهلي صنعاء‎) — йеменский футбольный клуб из города Сана, выступающий в чемпионате Йемена. Основан в 1952 году. Домашние матчи проводит на стадионе «Али Мухсин», вмещающем 20 000 зрителей. Деятельность клуба началась в тридцатых годах двадцатого века. В 1934 году клуб выступал под именем «Аль-Максуд», а потом был переименован в «Аль-Кадима». В 1952 году клуб был создан официально под именем «Аль-Ахли».

## Достижения
- Чемпионат Йемена (10): 1981, 1983, 1984, 1988, 1992, 1994, 1999, 2000, 2001, 2007
- Кубок президента Йемена (3): 2001, 2004, 2009
- Объединённый кубок Йемена: 2004
- Кубок независимости Йемена: 2006
- Лига чемпионов АФК квалификационный раунд: 1986, 1990, 2001, 2002/2003
- Кубок обладателей кубков АФК квалификационный раунд: 1991/92, 1998/99
- Кубок АФК групповой раунд: 2008, 2010